# كلود س. روبنسون
كلود س. روبنسون هو لاعب هوكي الجليد كندي، ولد في 17 ديسمبر 1881 في Harriston, Ontario ‏ في كندا، وتوفي في 27 يونيو 1976.